# Felipe Figueroa
Felipe Figueroa (San Fernando del Valle de Catamarca, 1800 - 1840) fue un militar argentino, de larga trayectoria durante las guerras civiles argentinas, en las que participó como jefe militar del Partido Federal de la provincia de Catamarca entre 1829 y 1835.
Era hijo de Magdalena Olmedo y del coronel Marcos Antonio Figueroa, que fuera tres veces gobernador de la provincia, y que en julio de 1830 fue brevemente gobernador de la provincia de Catamarca.

## Contra la Liga del Interior
Ganadero y comerciante, participó marginalmente en la guerra civil entre el caudillo riojano Facundo Quiroga y el jefe unitario Gregorio Aráoz de Lamadrid. Tras la victoria federal, su padre fue nombrado comandante de armas de la provincia.
Tras el fusilamiento del gobernador Manuel Dorrego, que dio inicio a una nueva guerra civil, a órdenes de su padre se incorporó al ejército de Quiroga, para enfrentar al general José María Paz, que había invadido la provincia de Córdoba. Con el rango de coronel de milicias, participó en la batalla de La Tablada, a fines de 1829.
Regresó derrotado a Catamarca donde, a órdenes del general Benito Villafañe, expulsó de Catamarca a los salteños que habían invadido la provincia durante la campaña de La Tablada. En 1830 participó en la segunda campaña de Quiroga a Córdoba y tomó parte en la derrota federal de Oncativo. Durante un año participó de la resistencia contra la invasión de Lamadrid, durante la cual su padre fue gobernador por algunas semanas, impuesto por los federales, antes de verse obligado a entregar el poder a los unitarios.
En marzo de 1831, Quiroga —que se había refugiado en Buenos Aires— formó un pequeño ejército de novatos, con los que ocupó Río Cuarto y Mendoza tras sendas victorias. Las provincias de San Juan, La Rioja y Catamarca se sublevaron y se unieron al ejército de Quiroga. Mientras tanto, el general Paz fue tomado prisionero y el ejército unitario, al mando de Lamadrid, se retiró hacia el norte, a Tucumán. Marcos Antonio Figueroa volvió a ser elegido gobernador de Catamarca, y su hijo asumió el mando de todo el oeste de la provincia, avanzando a continuación hacia Tucumán; en el camino derrotó una fuerza enemiga sobre el río Salado y desplazó a los últimos unitarios, que ocupaban el fuerte de Andalgalá. No participó en la batalla de La Ciudadela, de noviembre de 1831, que marcó el fin de la Liga Unitaria, sino que fue nombrado comandante general de armas de la provincia.

## El árbitro de Catamarca
En abril de 1833 falleció su padre, el gobernador, y el comandante de armas impuso como gobernador sustituto a Valentín Aramburu; éste pretendió liberarse de la tutela de Felipe Figueroa, y éste dirigió un golpe de Estado el 11 de julio de 1833. Pese a que fue tomado prisionero, Aramburú fue liberado por sus partidarios y logró ser elegido gobernador titular. No obstante, Figueroa logró que la Legislatura depusiera a Aramburú, no sin resistencia de parte del gobernador depuesto, y lo reemplazase por el hacendado Manuel Navarro. Éste confirmó a Figueroa en su cargo y lo ascendió al grado de brigadier general.
El gobernador tucumano Alejandro Heredia, que ostentaba el título honorífico de «Protector del Norte», decidió hacer uso del mismo para aumentar su poder: ocupó gran parte del oeste catamarqueño, incorporando ese territorio a su provincia. Un intento de Navarro de resistir impulsó a Heredia a invadir la provincia de Catamarca. Se produjo entonces el combate del Chiflón, en el que los 1500 catamarqueños al mando de Figueroa fueron derrotados por los tucumanos el 13 de setiembre de 1835. Un oficial adicto a Heredia, Juan Nicolás Gómez, asumió como gobernador hasta que, a fines de ese año, fue derrocado por indicación del nuevo hombre fuerte del Partido Federal, el porteño Juan Manuel de Rosas. La dirigencia del oeste catamarqueño, para conseguir librarse de los tucumanos, pasó a Juan Eusebio Balboa, quien logró su objetivo tras varios años de rebeliones.
En cualquier caso, Figueroa había huido de Catamarca, y permaneció alejado de toda actividad militar y política. Regresó a su provincia posiblemente durante la gobernación de José Cubas, y falleció en el año 1840. Estaba casado con Justina Soria Medrano y no tuvo descendencia.